# Echinoclathria nodosa
Echinoclathria nodosa är en svampdjursart som beskrevs av Carter 1885. Echinoclathria nodosa ingår i släktet Echinoclathria och familjen Microcionidae.
Artens utbredningsområde är havet kring Australien. Inga underarter finns listade i Catalogue of Life.